# Erich Buck
Erich Buck (* 5. Januar 1949 in Weingarten) ist ein ehemaliger deutscher Eiskunstläufer, der im Eistanz startete.

## Leben
Erich Buck wuchs in Ravensburg auf. Er besuchte bis zum Abitur 1967 das dortige Albert-Einstein-Gymnasium. Er studierte in München Betriebswirtschaft und betreibt seit 1976 ein Versicherungsbüro in Ravensburg. 1977 heiratete er die Schweizer Eiskunstlaufmeisterin Charlotte Walter. Das Ehepaar hat zwei Kinder. 1980 wurde Erich Buck in den Ravensburger Gemeinderat gewählt.
Buck ist begeisterter Segler, Präsident der Bodensee-Lacustre-Flotte und wurde mehrfach Bodenseemeister. Als Steuermann erreichte er fünf Mal das blaue Band bei der Regatta „Rund um den Bodensee“.

## Sportliche Karriere
Seine Eistanzpartnerin war seine Schwester Angelika Buck. Die Geschwister wurden von Betty Callaway in Oberstdorf trainiert und vertraten den ERV Ravensburg.
Von 1968 bis 1973 wurden sie sechsmal in Folge deutsche Eistanzmeister. Ihre ersten bedeutenden internationalen Medaillen gewannen sie 1970 mit Silber bei der Europameisterschaft in Leningrad und Bronze bei der Weltmeisterschaft in Ljubljana. Es waren die ersten Eistanzmedaillen für Deutschland bei Welt- und Europameisterschaften. Ab diesem Zeitpunkt wurden die Bucks die stärksten Konkurrenten des erfolgreichsten Eistanzpaares der Geschichte, Ljudmila Pachomowa und Alexander Gorschkow aus der Sowjetunion. 1971 wurden sie in Zürich Vize-Europameister und in Lyon Vize-Weltmeister. Bei der Europameisterschaft 1972 in Göteborg gelang es Angelika und Erich Buck als einzigen Eistänzern im Zeitraum von 1970 bis 1976 überhaupt, Pachomowa und Gorschkow zu besiegen. Somit wurden sie die ersten und bis heute einzigen deutschen Europameister im Eistanz. Bei der Weltmeisterschaft 1972 gewannen sie erneut die Silbermedaille, wie auch 1973 bei ihrer letzten Europameisterschaft und ihrer letzten Weltmeisterschaft.
Der von ihnen kreierte Ravensburger Walzer wurde erstmals 1973 bei den deutschen Meisterschaften gezeigt und wurde später zum Pflichttanz.

## Ergebnisse

### Eistanz
(mit Angelika Buck)
| Wettbewerb / Jahr        | 1965 | 1966 | 1967 | 1968 | 1969 | 1970 | 1971 | 1972 | 1973 |
| ------------------------ | ---- | ---- | ---- | ---- | ---- | ---- | ---- | ---- | ---- |
| Weltmeisterschaften      |      |      | 10.  | 8.   | 5.   | 3.   | 2.   | 2.   | 2.   |
| Europameisterschaften    |      | 13.  |      | 6.   | 4.   | 2.   | 2.   | 1.   | 2.   |
| Deutsche Meisterschaften | 4.   | 2.   | 2.   | 1.   | 1.   | 1.   | 1.   | 1.   | 1.   |